# Franz Schrotzberg
 (juillet 2025).
Franz Schrotzberg (né le 2 avril 1811 à Vienne et mort le 29 mai 1889 à Graz) est un peintre autrichien. Son domaine de prédilection recouvre principalement les portraits et les sujets mythologiques. 
Élève à l'académie de Vienne il fit en 1839 un voyage d'étude à travers l'Europe, visitant l'Italie, l Allemagne, la Belgique, et séjournant à Paris et à Londres. De retour en Autriche il devint membre de l'Académie de Vienne.